# Andrew Munro
Andrew Munro (Bergen op Zoom, 11 november 1762 - Rotterdam, 7 juli 1835) was een Nederlands architect. Hij was van 1802 tot 1827 stadsbouwmeester van Rotterdam.

## Biografie
Munro groeide op in het gereformeerd burgerweeshuis van Rotterdam en kwam al jong met de bouw in aanraking. Hij werd in 1793 landmeter van Schieland en maakte verschillende plattegronden van de stad. De kaart werd gegraveerd door Cornelis van Baarsel en in 1800 uitgegeven door Mortier, Covens en Zn. te Amsterdam.
Op 27 september 1802 werd Munro benoemd tot stadsbouwmeester en was in de daaropvolgende 25 jaar betrokken bij de bouw van verschillende panden en bouwwerken, waaronder de Zeevischmarkt aan de Blaak, de Beursbrug, het politiebureau aan de Haagseveer (dat in 1935 werd afgebroken en op dezelfde plaats herbouwd), het sociëteitsgebouw van Amicitia en het voormalige stadhuis van Rotterdam aan de Hoogstraat. Als stadsbouwmeester woonde Munro in het Timmerhuis in het centrum van de stad, waarna hij na zijn pensionering verhuisde naar een woning aan de Rubroekse Singel.
Zijn zoon Andries Munro jr. (1799-1834) was ook werkzaam als architect in Rotterdam, hij overleed echter al op jonge leeftijd in 1834. Munro’s kleindochter Maria trouwde met Frederik van der Ree, kapitein en burgemeester van Grootegast.

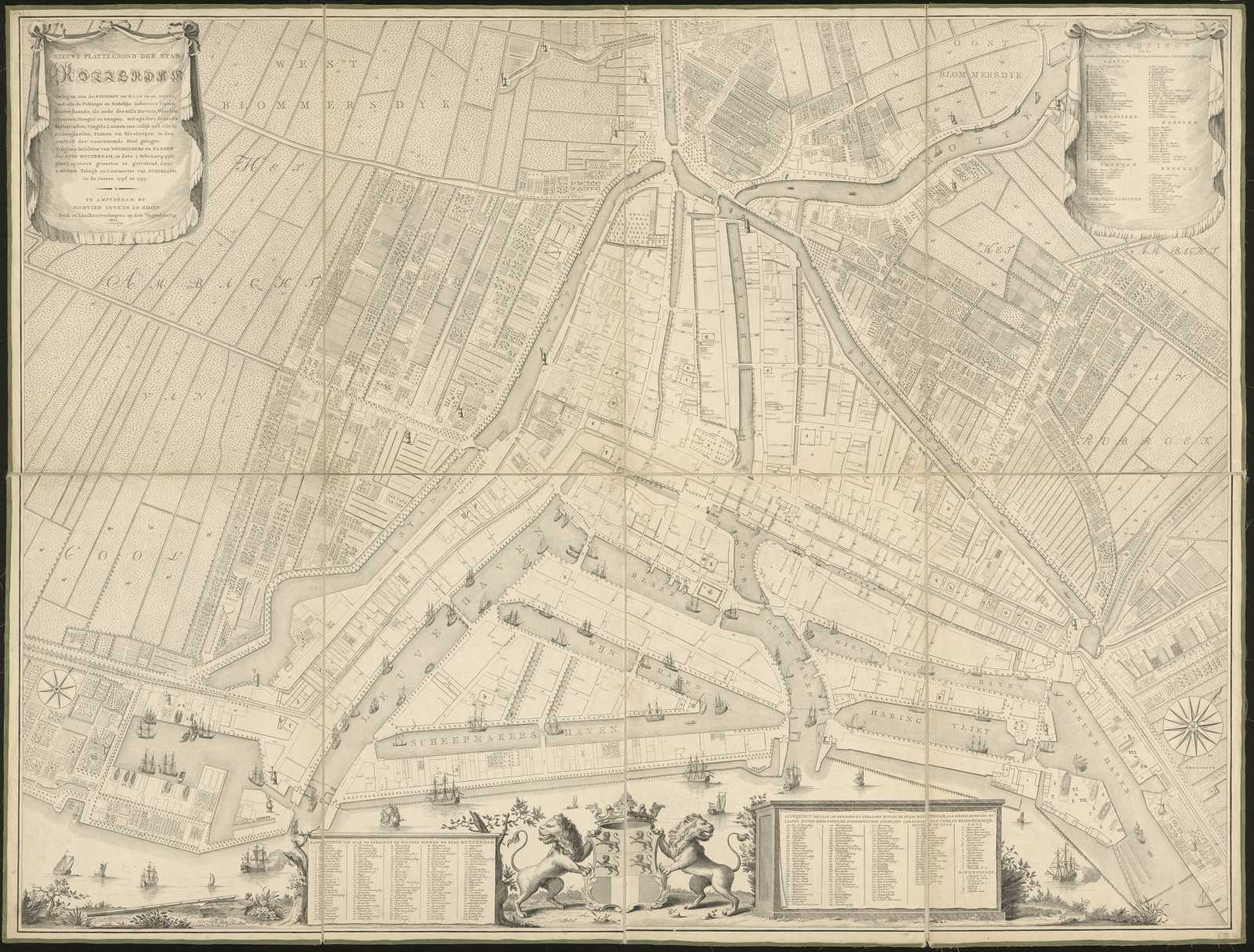
Nieuwe plattegrond der stad Rotterdam (1800) - Munro, A. en Van Baarsel, C.
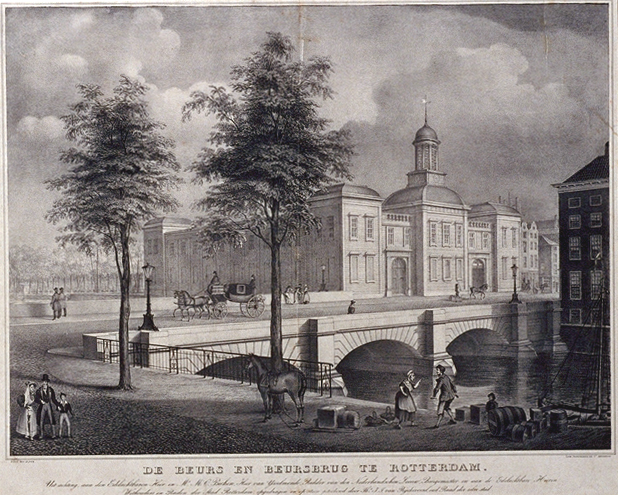
De Beursbrug rond 1830
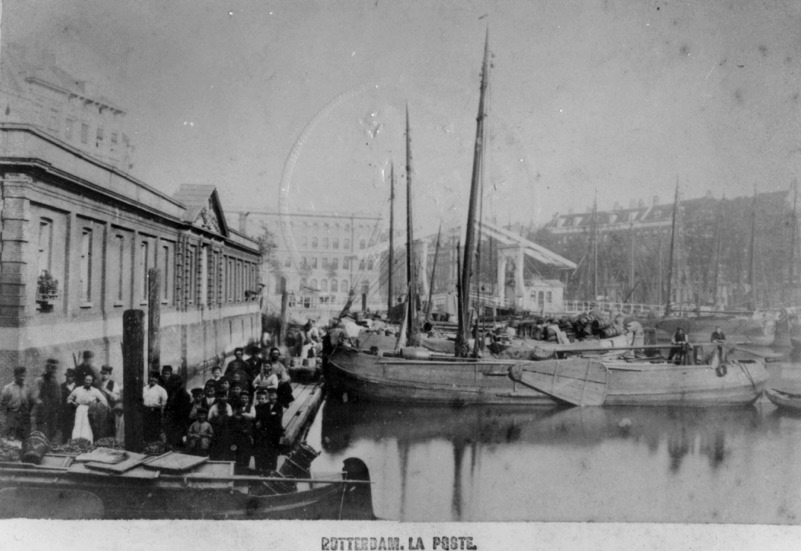
De Blaak en de Houtbrug, met links de Zeevischmarkt